# 北オホーツク農業協同組合
北オホーツク農業協同組合（きたオホーツクのうぎょうきょうどうくみあい、英称：JA Kitaokhotsk ）は、北海道興部町に本所を置く農業協同組合である。当農協の営業区域は興部町・雄武町の一円である。略称はJA北オホーツク。

## 概要
- 1997年（平成9年） - 雄武町農協、雄武町畜産農協（中央会・JA非加盟）が合併し、おうむ農協が発足。
- 2012年（平成24年） - 興部町農協、おうむ農協の2つの農協の合併によって設立。
- 主に酪農が主要産業である。

## 事務所の一覧
カッコ内は所在地
- 本所 （紋別郡興部町字興部518）
- 雄武支所 （紋別郡雄武町字雄武870‐11）